# Argia tibialis
Argia tibialis е вид водно конче от семейство Coenagrionidae. Видът не е застрашен от изчезване.

## Разпространение
Разпространен е в Канада (Онтарио) и САЩ (Айова, Алабама, Арканзас, Вашингтон, Вирджиния, Делауеър, Джорджия, Западна Вирджиния, Илинойс, Индиана, Канзас, Кентъки, Луизиана, Мериленд, Минесота, Мисисипи, Мисури, Мичиган, Небраска, Ню Джърси, Ню Йорк, Оклахома, Охайо, Пенсилвания, Северна Каролина, Тексас, Тенеси, Уисконсин, Флорида и Южна Каролина).

## Описание
Популацията на вида е стабилна.